# Nalbufină
Nalbufina este un analgezic opioid sintetic utilizat în tratamentul durerilor moderate până la severe. Calea de administrare disponibilă este cea injectabilă (intravenos sau intramuscular).
Substanța a fost patentată în anul 1963 și a fost aprobată pentru uz medical în Statele Unite în anul 1979.

## Reacții adverse
Printre efectele adverse ale nalbufinei se numără: sedare, transpirații, amețeală, somnolență, vertij, greață, vărsături, xerostomie și cefalee. Spre deosebire de celelalte opioide, prezintă un risc redus de euforie și deprimare respiratorie.